# Senad Mustafić
Senad Mustafić (* 7. September 2005) ist ein bosnisch-österreichischer Fußballspieler.

## Karriere

### Verein
Mustafić begann seine Karriere beim SC Fürstenfeld. Zur Saison 2019/20 kam er in die Akademie des SK Sturm Graz, in der er fortan sämtliche Altersstufen durchlief.
Im Februar 2023 gab er bei seinem Kaderdebüt für die zweite Mannschaft sein Debüt in der 2. Liga, als er am 17. Spieltag der Saison 2022/23 gegen den SKN St. Pölten in der Startelf stand. Im März 2024 stand er gegen den OSC Lille erstmals im Kader der ersten Mannschaft der Steirer.

### Nationalmannschaft
Mustafić spielte im August 2023 erstmals für die bosnische U-19-Auswahl.